# Wolter Bonnema
Wolter Bonnema (Midwolde, 14 maart 1864 - Grootegast, 23 april 1930) was een Nederlands burgemeester.
Hij was getrouwd met Frouktje Kooi. Zij hebben twee kinderen gekregen, Pieter die al op 1-jarige leeftijd is overleden en Renstje. Renstje Lieffering Bonnema is getrouwd met Jurjen Lieffering. 
Bonnema had een kruidenierszaak aan de hoofdstraat in Grootegast en is in februari 1910 burgemeester van Grootegast geworden. Hij zou die functie vervullen tot hij in 1930 op 66-jarige leeftijd overleed.
Wolter Bonnema was de burgemeester die vier veldwachters opdracht gaf om Aaltje Wobbes op te laten halen voor het in de steek laten van haar kinderen. Zij was ingetrokken bij IJje Wijkstra, die op 18 januari 1929 de vier veldwachters doodschoot.